# Three Men and a Baby
 (août 2016).
Albums de Mike and the Melvins
Hold It In
(2014) Basses Loaded
(2016)
Three Men and a Baby est un album de Mike and the Melvins, avec Mike Kunka à la basse, publié en 2016 sur le label Sub Pop.

## Genèse de l'album
En 1998, Mike Kunka participe à une tournée des Melvins à l'issue de laquelle ils décident d'enregistrer un album ensemble sous le nom Mike and the Melvins. L'enregistrement débute en 1999, mais pour diverses raisons, l'album demeure inachevé et n'est pas publié. En 2015, les intéressés décident de reprendre le travail afin de finaliser Three Men and a Baby, qui sort finalement en avril 2016.

## Liste des titres
1. Chicken 'n' Dump
2. Limited Teeth
3. Bummer Conversation
4. Annalisa (reprise de PIL)
5. A Dead Pile Of Worthless Junk
6. Read The Label (It's Chili)
7. Dead Canaries
8. Pound The Giants
9. A Friend In Need Is A Friend You Don't Need
10. Lifestyle Hammer
11. Gravel
12. Art School Fight Song